# Dornbirn
Dornbirn é uma cidade da Áustria, no estado federal de Vorarlberg, com cerca de 48.779 (01/01/2017) habitantes localizada ao sul de Bregenz, próxima às fronteiras com a Alemanha, a Suíça e Liechtenstein, sendo a maior cidade do Vorarlberg. Fica situada nas margens do rio Ache de Dornbirn (Dorbirnerach), que atravessa a cidade, antes de desembocar no Lago Constança. 
Esta cidade é um importante centro comercial, e um dos centros da indústria têxtil (em especial do algodão) austríaca. Tem ainda fábricas de construção de maquinaria, indústrias alimentares e de plásticos. É centro de desportos de Inverno. Abriga o centro regional da ORF (Rádio e Televisão Austríaca), a Escola de Ciências Aplicadas (Fachhochschule) do Vorarlberg, e outras instituições.

## Política
A prefeita é Andrea Kaufmann do Partid Popular Austríaco.

### Conselho Municipial
- ÖVP: 21

- SPÖ: 8

- Die Grünen: 4

- FPÖ: 3